# Захват судна Maersk Alabama
События по захвату судна Maersk Alabama произошли 8 апреля 2009 года, когда четыре пирата захватили датско-американское грузовое судно Maersk Alabama на расстоянии 240 морских миль (440 километров) к юго-востоку от сомалийского города Эйла. Захваченное судно было отбито в ходе спасательной операции ВМС США.
Инцидент с захватом судна Maersk Alabama стал первой успешной пиратской атакой против судна, зарегистрированного под флагом США, с начала XIX века. Средства массовой информации сообщали о том, что последний пиратский захват был совершен во время Второй берберийской войны в 1815 году, хотя считается, что захваты судов продолжались по меньшей мере до 1822 года. Судно Maersk Alabama стало шестым за неделю, которые подверглись нападению пиратов.
На момент захвата Maersk Alabama принадлежал датской судоходной компании Maersk Line. Впоследствии судно было приобретено компанией Element Shipmanagement SA и переименовано в MV Tygra. По состоянию на 2023 год судно находится в активной эксплуатации.
История инцидента была описана капитаном Ричардом Филлипсом, который был капитаном судна на момент инцидента, в книге 2010 года «Долг капитана» (англ. A Captain's Duty), которую он написал в соавторстве со Стефаном Талти (англ. Stephan Talty). Позднее книга была адаптирована для американского фильма 2013 года «Капитан Филлипс» с Томом Хэнксом в главной роли.

## История захвата
Судно вышло из порта Салалы в Омане и направлялось в Момбасу с остановкой в Джибути, имея на борту экипаж в 23 человека и 17 000 метрических тонн груза.  На борту Maersk Alabama находился 401 контейнер с продовольственной помощью от USAID, Serving God Ministries, World Food Program и Catholic Relief. Продовольственная помощь предназначалась для жителей Сомали, Уганды, сомалийских беженцев в Кении и беженцев в Руанде.
Члены экипажа Maersk Alabama прошли подготовку по борьбе с пиратством в профсоюзных учебных заведениях и провели учения на борту судна за день до нападения 8 апреля. Их подготовка включала использование стрелкового оружия, борьбу с терроризмом, основы безопасности, оказание первой помощи и другие курсы, связанные с безопасностью.

### Абордаж
8 апреля 2009 года четыре пирата с борта судна FV Win Far 161 осуществили нападение на корабль.  По словам министра обороны США Роберта Гейтса, всем четверым пиратам было от 15 до 18 лет. Когда прозвучал сигнал пиратской тревоги, главный инженер Майк Перри (англ. Mike Perry) провел 14 членов экипажа в защищенное помещение, специально подготовленное для этой цели. Когда пираты приблизились к кораблю, то оставшиеся члены экипажа запустили сигнальные ракеты. Кроме того, Перри и первый помощник главного инженера Мэтт Фишер (англ. Matt Fisher) осуществил маневр в результате которого было повреждено пиратское судно.
Несмотря на повреждение своего судна пиратам удалось взять Maersk Alabama на абордаж. Главный инженер Майк Перри заблокировал управление главным двигателем из рубки, а первый помощник главного инженера Мэтт Фишер взял на себя контроль над рулевым механизмом. Затем Майк Перри отключил все системы корабля, и судно «отключилось» (англ. went black). Через несколько минут после высадки пираты захватили капитана Ричарда Филлипса и нескольких других членов экипажа, но вскоре обнаружили, что не могут управлять судном.
Майк Перри оставался за пределами охраняемой комнаты и с ножом в руке ждал, когда пираты найдут пропавших членов экипажа, чтобы получить контроль над судном и, предположительно, увести его в Сомали. После погони в машинном отделении Майку Перри удалось захватить главаря пиратов — Абдували Мусэ. Мусэ порезал руку, пытаясь удержать нож Майка Перри подальше от своей шеи. Затем Мусе связали, а его раны обработал второй помощник Кен Куинн (англ. Ken Quinn).
После нескольких часов проведенных в раскаленном помещении, команда попыталась обменять захваченного пирата на капитана, но обмен прошел неудачно. Пираты отказались выполнять соглашение после того, как команде удалось освободить своего пленника.  Капитан Филлипс проводил пиратов к спасательной шлюпке, чтобы показать им, как ей управлять, но пираты сбежали на шлюпке, захватив  капитана Филлипса в качестве заложника.

### Заложник
В связи с захватом заложника 8 апреля в Аденский залив были направлены эсминец ВМС США USS Bainbridge и фрегат USS Halyburton. На борту Halyburton находились два вертолета SH-60B Seahawk. Корабли достигли Maersk Alabama рано утром 9 апреля.  После высадки десанта Maersk Alabama был сопровожден с места происшествия в пункт назначения - Момбасу, где капитан Ларри Д. Аасхайм (англ. Larry D. Aasheim), которого Филлипс сменил девятью днями ранее, снова принял командование судном. Телекомпании CNN и Fox News цитировали источники, утверждавшие, что стратегия пиратов заключалась в ожидании прибытия дополнительных захваченных судов с большим количеством пиратов и заложников для использования в качестве живого щита.
Операция по спасению заложника с Maersk Alabama, удерживаемого пиратами на спасательном судне, началась 9 апреля. Спасательное судно было закрытого типа, на борту которого было много еды и воды, но не было элементарных удобств, включая туалет и вентиляцию. На борту USS Bainbridge находились беспилотный летательный аппарат ScanEagle и надувные лодки с жестким корпусом. Оба судна находились на расстоянии нескольких сотен метров, вне зоны обстрела пиратов. Самолет наблюдения P-3C Orion вел воздушную съемку и разведку. Между двумя судами была установлена радиосвязь. Четыре иностранных судна, удерживаемых пиратами, направились к месту происшествия. На двух судах находились 54 заложника - граждане Китая, Германии, России, Филиппин, Тувалу, Индонезии и Тайваня. Капитан Филлипс 10 апреля попытался сбежать со спасательной шлюпки (хотя позже он заявил, что это была не попытка побега), но был схвачен после того, как похитители открыли стрельбу. После этого пираты выбросили в океан телефон и рацию, переданные им ВМС США, опасаясь, что американцы каким-то образом используют это оборудование для передачи инструкций Филлипсу. ВМФ США направил к месту событий другой десантный корабль - USS Boxer. Стратегия пиратов заключалась в том, чтобы соединиться со своими товарищами, которые удерживали других заложников, и доставить Филлипса в Сомали, где они могли бы спрятать его и усложнить американцам задачу по спасению. Стоянка у берега позволила бы им быстро высадиться на берег в случае нападения. Между пиратами и капитаном судна USS Bainbridge, а также сотрудниками ФБР, ведущими переговоры о захвате заложников, велись переговоры. Захватчики также общались с другими пиратскими судами по спутниковому телефону. Однако переговоры сорвались через несколько часов после того, как пираты обстреляли USS Halyburton вскоре после восхода солнца в субботу, 11 апреля. Американский фрегат не стал открывать ответный огонь, «не желая обострять ситуацию». Никто из членов экипажа USS Halyburton не пострадал в результате обстрела, так как выстрелы были сделаны пиратом бессистемно из переднего люка спасательной шлюпки. «Мы в безопасности и не боимся американцев. Мы будем защищаться, если на нас нападут», заявил один из пиратов агентству Reuters по спутниковому телефону. Семья капитана Филлипса собралась в его фермерском доме в Вермонте в ожидании разрешения ситуации. Позже в тот же день Maersk Alabama прибыл в порт Момбаса под эскортом американских военных. На борту находилась команда охраны из 18 человек.  Затем ФБР оцепило судно как место преступления.  Командир корабля USS Bainbridge Фрэнк Кастеллано (англ. Frank Castellano) заявил, что сильный ветер вызвал ропот среди пиратов, но «мы успокоили их» и убедили пиратов не противиться буксировке.

### Спасение
В воскресенье, 12 апреля, снайперы Красного эксадрона (англ. Red Squadron) «Морских котиков» Группы развития специальных средств войны флота ВМС США застрелили трех пиратов, находившихся на спасательном судне. Капитан Филлипс был спасен невредимым. Командир Кастеллано, получив предварительное разрешение вышестоящего руководства, отдал приказ о действиях «Морских котиков» после получения информации о том, что жизнь Филлипса находится в непосредственной опасности – по поступившим данным один из пиратов направил автомат АК-47 в спину Филлипса. Ни адмирал Уильям Макрейвен, руководивший операцией, ни командир Группы развития специальных средств войны флота не давали разрешения на выстрелы. Тем не менее, снайперы произвели несколько выстрелов с USS Bainbridge, убив трех пиратов пулями в голову. Наличные в размере 30 000 долларов, которые пираты спрятали в спасательной шлюпке, не были обнаружены. Морская полиция и ФБР провели расследование в отношении двух членов Красного Эскадрона «Морских котиков», но обвинения предъявлены не были.
«Морские котики» прибыли в пятницу днем, после того как их спустили на парашютах в воду рядом USS Halyburton, который позже соединился с USS Bainbridge. В то время USS Bainbridge вел спасательное судно на буксире, примерно в 23-27 метрах за кормой. Одного из убитых пиратов звали Али Аден Эльми (англ. Ali Aden Elmi), фамилия другого – Хамак (англ. Hamac), а личность третьего в англоязычных сообщениях прессы не установлена.
Четвертый пират, Абдували Мусэ, который находился на борту USS Bainbridge и вел переговоры об освобождении капитана Филлипса, находясь на лечении после ранения, полученного при захвате Maersk Alabama, остался под стражей. Тела трех погибших пиратов были переданы ВМС США неустановленным получателям в Сомали в последнюю неделю апреля 2009 года.

## Дальнейшее развитие событий

### Судебный процесс
Оставшийся в живых пират Абдували Мусэ содержался на плавучей гауптвахте USS Boxer и в конце концов был доставлен в США для суда. В зале федерального суда в Нью-Йорке прокуроры предъявили ему обвинения в пиратстве, сговоре с целью захвата судна и сговоре с целью захвата заложников.
Адвокаты Абдували Мусэ просили судить его как несовершеннолетнего, утверждая, что на момент захвата заложников ему было 15 или 16 лет, но суд постановил, что Абдували Мусэ не является несовершеннолетним и будет судиться как взрослый. Позже он признал, что ему было 18 лет, и согласился признать себя виновным в угоне, похищении и захвате заложников вместо обвинений в пиратстве. Он получил тюремный срок в 33 года и 9 месяцев.

### Иск команды
27 апреля 2009 года член экипажа Maersk Alabama Ричард Э. Хикс (англ. Richard E. Hicks) подал иск против своего работодателя, компаний Waterman Steamship Corporation и Maersk Line, Ltd., за то, что они сознательно отправили его в кишащие пиратами воды вблизи Сомали. Хьюстонский адвокат Терри Брайант (англ. Terry Bryant), представлявший интересы Хикса, заявил, что судовладельцы сознательно подвергали своих работников неминуемой опасности и не предприняли никаких мер для обеспечения надлежащего уровня безопасности и охраны своих сотрудников. 2 декабря 2009 года Ричард Э. Хикс отозвал свой иск.

## Освещение инцидента в СМИ
Всего через несколько недель после его спасения от сомалийских пиратов американское агентство по поиску талантов Creative Artists Agency подписало контракт с капитаном Филлипсом и весной 2009 года продало права на описание его биографии на аукционе издательской и киноиндустрии.

### Книга
Американское издательство Hyperion Books приобрело права на мемуары капитана Филлипса в мае 2009 года.  6 апреля 2010 года вышла книга «Долг капитана: сомалийские пираты, морские котики и опасные дни в море» (англ. A Captain's Duty: Somali Pirates, Navy SEALS, and Dangerous Days at Sea).

### Фильм
Кинокомпания Columbia Pictures также приобрела права на фильм в мае 2009 года. В марте 2011 года было объявлено, что Том Хэнкс сыграет роль капитана Филлипса, Бархад Абди - Абдували Мусэ, а Файсал Ахмед (англ. Faysal Ahmed) - роль Наджи в фильме, основанном на захвате самолета и книге Филлипса. Сценарий фильма был подготовлен  Билли Рэем, а продюсировать фильм взялась команда, создавшая «Социальную сеть».
Фильм под названием «Капитан Филлипс» вышел в прокат 11 октября 2013 года, а его премьерный показ состоялся на Нью-Йоркском кинофестивале 2013 года. Фильм получил высокую оценку за режиссуру, сценарий, операторскую работу, а также за игру Тома Хэнкса и Бархада Абди, причем Абди получил премию BAFTA за лучшую мужскую роль второго плана. Фильм «Капитан Филлипс» собрал $107,1 млн в Северной Америке и $111,7 млн в других странах, а общий мировой сбор составил $218,8 млн при бюджете в $55 млн.

## Память об инциденте
Владельцы компании Maersk Alabama передали поврежденное пулями 5-тонное стеклопластиковое спасательное судно, на котором пираты держали в заложниках капитана Филлипса, в дар Национальному музею ВМС UDT-SEAL в Форт-Пирсе в августе 2009 г. Позднее спасательное судно было передано National Geographic для выставки  «Настоящие пираты» (англ. Real Pirates) в музее морских наук Nauticus в Норфолке.
Продюсеры фильма «Капитан Филлипс» работали в музее во время воссоздания спасательного судна и интерьеров для съемок. В музее также выставлен образец беспилотного летательного аппарата Boeing Insitu ScanEagle, использовавшегося для наблюдения за ситуацией. Настоящий сканер ScanEagle, использовавшийся в миссии, выставлен вместе со стреляными гильзами в Музее авиации в Сиэтле.
Два бывших «морских котика» заявили о своем участии в спасении: Мэтт Биссоннетт (англ. Matt Bissonnette) и Роберт О'Нил - они оба они также участвовали в операции «Копье Нептуна», в ходе которой был убит Усама бен Ладен.